# 科帕托-馬涅當
科帕托-馬涅當是瑞士的城鎮，位於該國西部，由弗里堡州負責管轄，面積4.37平方公里，海拔高度687米，2011年人口1,193，八成人口信奉羅馬天主教，人口密度每平方公里273人。

## 外部連結
- Official website （法文）